# Липхардт, Фриц
Фриц Вильгельм Роберт Карл Август Липхардт (нем. Fritz Wilhelm Robert Karl August Liphardt; 3 мая 1905, Штеттин, Германская империя  — 18 мая 1947, Щецин, ПНР) — немецкий юрист, оберштурмбаннфюрер СС, командир айнзацкоманды 2, входившей в состав 3-й айнзацгруппы в Польше, командир полиции безопасности и СД в Радоме.

## Биография
Фриц Липхардт родился 3 мая 1905 года в семье юриста Роберта Липхардта. После окончания школы изучал юриспруденцию и получил докторскую степень по праву. С 1924 по 1926 год служил в Рейхсвере.
1 мая 1933 года вступил в НСДАП (билет № 2653601) и Штурмовые отряды (СА). 15 ноября 1936 года перешёл из СА в ряды СС (№ 280121). В августе 1935 года поступил на службу в гестапо Штеттина, где в 1936 году стал заместителем руководителя. С февраля по июнь 1938 года был заместителем начальника гестапо в Аахене. Впоследствии возглавил отделение гестапо во Франкфурт-на-Одере.
Во время Польской кампании командовал айнзацкомандой 2 в составе 3-й айнзацгруппы, осуществлявшей убийства польской интеллигенции и евреев. С ноября 1939 по октябрь 1943 года был командиром полиции безопасности и СД в дистрикте Радом. С ноября 1943 и до весны 1945 года был начальником гестапо в Штеттине.
По окончании войны был арестован. 18 мая 1947 года он, находясь в заключении, совершил самоубийство.